# 墳塚假說
坟塚假说（其中源自俄语，意为“坟冢”，可溯源自更早的突厥语言）是有关印欧起源问题的假说之一，该假说认为印欧人起源於“坟塚文化”，即东欧大草原上亚姆纳文化（意为“坑墓文化”）及其前身这一考古文化。
坟塚假说是最为广泛接受的有关印欧起源的模型，与之相对的一个模型是主張将印欧语民的原住地定为小亚细亚的“安纳托利亚假说”，很多印欧文化学者在这个问题上没有明确的立场。
坟塚假说最早是由玛利亚·金布塔斯在1950年代提出的，她将“坟塚文化”定义为四个连续时段的统称，其中最早的阶段“坟塚甲”包含红铜时代（公元前四千年，在第聂伯河、伏尔加河地区的萨马拉文化与塞罗格拉佐沃文化)。这些文化由游牧民族所建立，此假说认为他们在前3000年左右在东欧大草原扩张活动范围并进入东欧。

## 概述
1956年玛利亚·金布塔斯在《史前的东欧》的第一部分中首先提出该假说时，她综合地利用了考古学和语言学来对印欧起源问题进行研究。假说将原始印欧语使用者与东欧大草原的亚姆纳文化及其前身相联系，并将印欧人的原住地定位在东欧大草原，提出晚期原始印欧语的各种方言曾在这一地区被使用，且认为该文化逐渐扩张直至占据整个的东欧大草原，最晚阶段的文化「坟塚丁時期」即为前3000年左右的亚姆纳文化。
坟塚文化（Pit Grave，意指“坑墓”）的游牧性质使其得以扩张占据整个大草原地区，这一过程中对马的驯养及后期对仍处于雏形的战车的使用起了重要作用。最早的可信度高的驯马证据是位于今乌克兰、亚速海北岸的斯莱德涅斯多格文化，它与前5000年的印欧前期文化对应。现已知最早的战车是在克利伏耶湖附近发现的，追溯至公元前约2000年。
接下来向大草原以外地区的扩张造成混合的文化，金布塔斯称之为“坟塚化”（kurganized），如西部的双耳细颈椭圆尖底陶器文化，接著则是约前2500年的原始希腊人向巴尔干半岛以及游牧的印度-伊朗文化向东遷徙的过程。
詹姆斯·马洛里的研究说明印欧人向西的迁徙是无法被严格证实的。语言学家孔甫烈后来引用这一结果，认为考古学上的证据除了在与语言学综合分析尚有用途外，在用于研究印欧人的迁徙史方面是没有多少分量的。随着1990年代起新的北欧史前考古文化被发现，有关坟塚文化对西部及向西的扩张的新问题也不断产生。欧洲范围内的迁徙和“坟塚化”过程，特别是对绳纹陶文化的“坟塚化”，可能规模不及金布塔斯预想中的那样广泛。

## 文化
“坟塚文化”的模型认为红铜时代至青铜时代早期（公元前5至3千年）在东欧大草原上各个文化间的相似性，是印欧文化可以与单一的考古文化相联系的基础。坟塚的建筑只是其中特点之一。与其他考古文化的归组与分割相类似的是，下述文化间常没有明确或准确的界限，如何判定某一文化的时间段是莫衷一是的问题。
构成「坟塚层位」（horizon）的各文化有：
- 布格河-德涅斯特河文化（英语：Bug-Dniester culture）(Bug-Dniester)（前6千年）
- 萨马拉文化（英语：Samara culture）(Samara)（前5千年）
- 赫瓦伦斯克文化（英语：Khvalynsk culture）(Kvalynsk)（前5千年）
- 斯萊德涅斯多格文化（前5500-4500年）
- 第聂伯河-顿涅茨河文化（英语：Dnieper-Donets culture）(Dnieper-Donets)（前5-4千年）
- 乌萨多伏文化（英语：Usatovo culture）(Usatovo)（前4千年晚期）
- 迈科普（英语：Maikop culture）-德莱夫卡文化（英语：Dereivka）(Maikop-Dereivka)（前4500-3500年）
- 亚姆纳文化(Yamna)：自身又是多元的，分散在东欧大草原上（前4500-3000年）

金布塔斯在1956年提出的“坟塚文化”这一概念包含了斯莱德涅斯多格文化乙、坑墓文化和绳纹器文化（位于前4-3千年的东欧、北欧）。1980年代时，人们意识到金布塔斯提出的这一广义的葬群文化，应当在所谓前三千年的“坟塚化”(Kurganization)（即坟塚文化的特征在原非坟塚文化地区的传播）的框架下被单独研究。
而另一歷史學家马洛里於1986年指出前5千年中期，在西的第聂伯河-顿涅茨河文化（the Dnieper-Donets culture）与伏尔加河流域中部的萨马拉文化已经有诸多明显的相似之處，接下来晚期的斯莱德涅斯多格文化也有类似的特征。而后产生的“各地方的亚姆纳文化”则可能代表已开始的多元化过程。
这些文化间相似性的对比是与原始印欧语研究无关的考古学问题，而根据考古学证据假设这些文化具有非偶然的相似性，是“坟塚模型”（Kurgan model）将红铜时代（前5千年）的东欧大草原定位为原始印欧文化核心的关键。

### 阶段文化的扩张
金布塔斯最早的假说包括以下四阶段的坟塚文化：

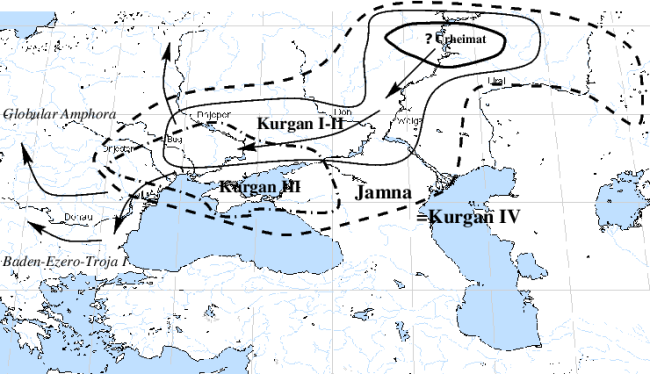
坟塚假说概观。

- 坟塚甲(Kurgan I)：第聂伯河和伏尔加河区域，前4000-3500年。明显是从伏尔加河流域的各文化发展而来，又进一步包括萨马拉文化（英语：Samara culture）和塞罗格拉佐沃文化（英语：Seroglazovo culture）。
- 坟塚乙、丙(Kurgan II–III)：前3500-3000年。包括斯莱德涅斯多格文化及北高加索的迈科普文化（英语：Maykop culture）。具怪石圈（英语：Stone circle）、早期两轮战车（early two-wheeled chariots）、神人同形石碑（anthropomorphic stone stelae of deities）。
- 坟塚丁(Kurgan IV)：坑墓文化，前3000-2500年。涵盖从乌拉尔河至罗马尼亚的整个草原地区。

和三次相继的扩张：
- 第一波扩张(Wave 1)：早于坟塚甲。从伏尔加河下游扩张至第聂伯河，坟塚甲文化在扩张后与特里波耶文化共存。此次迁徙的影响达巴尔干半岛以及沿着多瑙河一直到达的塞尔维亚的温察文化和匈牙利的伦哥耶尔文化（英语：Lengyel culture）。
- 第二波扩张(Wave 2)：前4千年中期。迈科普文化（英语：Maykop culture）扩张使北欧在约前3000年产生混合的“坟塚化”的文化——双耳细颈椭圆尖底陶器文化（英语：Globular Amphora culture）、巴登文化（英语：Baden culture）及最终的绳纹陶文化。金布塔斯认为这是印欧语第一次侵入西欧和北欧的地区。
- 第三波扩张(Wave 3)：前3000-2800年。坑墓文化越出东欧大草原的范围，扩张后今罗马尼亚、保加利亚和匈牙利东部均出现坑墓文化的特征。特里波耶文化于同期（前2750年）没落。

#### “第二”原住地
印欧人原住地假说
欧洲的“被坟塚化”的双耳细颈椭圆尖底陶器文化曾被提出是原始印欧语族群的“第二原居處”，该文化在前2300年左右分裂为钟杯战斧文化和绳纹陶文化。进一步分裂产生现印欧语系的各分支——意大利语族、凯尔特语族、日耳曼语族和巴尔干和中欧地区的部分已灭亡的分支，可能还包含迈锡尼入侵前的米诺斯文明。

### 时间表
- 前4500–4000年：原始印欧文化前期：斯莱德涅斯多格文化、第聂伯河-顿涅茨河文化（英语：Dnieper-Donets culture）和萨马拉文化（英语：Samara culture），此階段也出現马的驯化跡象（第一波扩张）。
- 前4000–3500年：亚姆纳文化——在东欧大草原出现的坟塚文化的原型，及北高加索的迈科普文化（英语：Maykop culture）。印度-赫梯（英语：Indo-Hittite）模型认为原始安纳托利亚语已分裂出去。
- 前3500–3000年，原始印欧文化中期：亚姆纳文化达到巅峰，它代表了传统的被重构的原始印欧社会，具石偶（英语：Ukrainian stone stela）和早期两轮马车的雏形，主要在山堡所保护的永久聚落从事畜牧业，兼营农业和河畔的渔业。亚姆纳文化与晚期欧洲新石器时代文化的接触产生了“坟塚化的”双耳细颈椭圆尖底陶器文化（英语：Globular Amphora culture）和巴登文化（英语：Baden culture）（第二波扩张）。迈科普文化（英语：Maykop culture）有最早的进入青铜时代的迹象，青铜製的武器和工艺品被带入亚姆纳文化的地区，且可能已有咝音化的現象。
- 前3000–2500年：原始印欧文化后期：亚姆纳文化扩展至整个东欧大草原（第三波扩张）。绳纹陶文化占据从莱茵河至伏尔加河的地区，对应于原始印欧文化（Indo-European）末期的统一体—广袤的“坟塚化的”地区—渐渐分裂为各种独立的语言和文化，除安纳托利亚和吐火罗两个分支外，各分支间仍然相互有弱的联系使技术和早期的借词得以传播。颚－咝音派的分裂基本上來說可能已經结束，但咝化的倾向仍然活跃。

## 遗传学
末次盛冰期（距今2.5-1.3万年前）时，有可能欧洲的人口被迫退至特定地区避难，其中之一是现在的乌克兰。有些研究者認為人类Y染色体单倍型类群（单核苷酸多态性标记，见命名法 （页面存档备份，存于））与坟塚文化有关联。现可见于中亚、西亚、巴基斯坦、印度和东欧的斯拉夫人中，在西欧的多数国家（如法国或英国的部分地区）則比較少见。在北欧，23.6%的挪威人、18.4%的瑞典人、16.5%的丹麦人和11%的萨米人是。在波兰、俄罗斯和乌克兰最常见。
一说是基因是在距今13000年-7600年前源出第聂伯河-顿涅茨河山谷（the Dnieper-Don Valley），与12000年前从乌克兰的第聂伯河山谷扩张、一直到斯堪的纳维亚的阿仁斯伯格文化有关联。另一说則认为是在绳纹陶文化期间到达南斯堪的纳维亚的。塞米诺（[Ornella Semino] 错误：{{Lang}}：無法辨識語言標籤 }en（帮助））等提出基因在末次盛冰期的传播以及它因坟塚文化的扩张而扩大的过程。
在南西伯利亚、非常有可能是印度-伊朗人的安德罗诺沃文化所发现的青铜时代的遗骸，有90%是西亚-欧洲血统，几乎是单倍型类群，如果算上铁器时代的话，则比例为77%。脫氧核糖核酸鉴定其人群有很大一部分都为「眼睛蓝色或绿色、浅肤色、浅髪色」，说明其来源欧洲的可能性很大。同属安德罗诺沃文化、青铜时代和铁器时代从哈萨克斯坦发现的遗骸也绝大部分是西亚-欧洲血统。德国埃劳的绳纹陶文化遗址的多个距今有4600年历史的遗骸经分析也是。这些结果都对坟塚假说提供了有力的支持。
除外，另外一个遗传标记是卡瓦利-斯福扎提出的B型血的基因，它在欧洲的分布与坟塚假说和的分布均吻合。
现在主流的考古学观点认为很可能其他人群向西扩张至欧洲的过程有两次，这是在分析上述遗传学结果时需要考虑到的一个问题。考古学上认为第一次扩张是与农业的诞生有关，它将所谓“新石器集征”（Neolithic package）在约前6500年带入东南欧洲，在约前5000年抵波罗的海，线纹陶文化是其代表。扩张的源地已被确定在小亚细亚，现土耳其-叙利亚边境附近。坟塚假说认为与此不同的另一次扩张在约2-3千年后发生，扩张源地在约1000公里以北处。与坟塚假说竞争的安纳托利亚假说则将这两次扩张合并，从而将原始印欧语的使用上推至西元前7世纪。

## 修正
荷兰语言学家孔甫烈在1989年发表了他改进后的坟塚模型，他提出金布塔斯（例如在1985年提出）的假说的不足之处主要在于它是以考古学证据作为主要出发点，试图从语言学上找符合的现象。孔甫烈则是从语言学证据为落脚点，他认为现乌克兰东部的斯莱德涅斯多格文化最有可能是印欧人的原住地。未向西、东或南扩张的印欧人（Mallory 1989）成为了波罗的-斯拉夫语言的使用者，其他咝音印欧语的使用者是亚姆纳文化人群的后裔，西部印欧语使用者则是绳纹陶文化人群的后裔。这样很容易将波罗的-斯拉夫人的祖先与第聂伯河中游文化（the Middle Dnieper culture）联系起来，而如果这一文化的来源是斯莱德涅斯多格文化、亚姆纳文化和特里波耶文化之一的话，这些变化过程与咝音语言在西印欧语影响下的发展十分吻合。波罗的-斯拉夫语的分裂与印欧语分裂相似：斯拉夫人向西、南和东部迁徙，拉脱维亚人向北迁徙，普鲁士人则被德国人同化。立陶宛语表象上的存古性质实际与台风的风眼无异。
孔甫烈认为语言学界中构拟原始语时，有将其使用时间在语言学证据所无法支持下向更早假设的倾向。如果将印度-赫梯文化和印欧文化分别与斯莱德涅斯多格文化的始、末相关联，那么从语言学证据可以看出印欧语的历史将没有早过金布塔斯的“第二”原住地，伏尔加河中游的赫瓦伦斯克文化和北高加索的迈科普文化将不属于印欧文化。任何在斯莱德涅斯多格文化之外的提议必须通过考虑原始印欧语与其他语系的联系来解决。考虑到原始印欧语和西北高加索语言在类型学上的相似性，若假设该相似性是区域上的共性，孔甫烈认为可以将印欧语看作是假想的“乌拉尔-阿尔泰语系”的一分支在高加索底层影响下演变的产物。这样的演变有考古学上的证据支持，它将前印欧语的产生定位在前7千年的里海北岸，本质上与金布塔斯的假说是吻合的。

## 侵入（扩散）
坟塚假说并不是认为印欧人扩散的所到之地是从无人变为有人，因为很多受扩散影响的地区已被现代人类居住有数万年之久。但事实是大多数受印欧人扩张影响的文化都被迫迁移或没落，或者被迫与坟塚文化相互融合。这一点在语言上的表现最为突出。在公元1500年，整个西欧和中欧唯一仍被使用的非印欧语言只有巴斯克语一种；最近4000年来，只有为数不多的几种欧洲灭亡的非印欧语言被记录下来：伊比利亚语、阿基坦语（与巴斯克语同源）、伊特拉斯坎语及其亲属语言、北皮塞恩语、伊特拉塞浦路斯语，以及零散记录的、目前基本还未解读的语言，例如以线形文字A书写的埃泰尔克里特语。
根据要塞聚落的形态和战士首领坟墓上所刻之字，金布塔斯认为坟塚文化的扩张，实质上是以对原本安定的“旧欧洲母系社会文化”的敌对的、军事性的入侵形式出现的；入侵导致这些文化变为父系的武士社会。
|  | 印欧化是文化而非体形性质上的改变。它是通过军事胜利而将新的行政系统、语言和宗教，成功地施加到原住民群体上的过程。 |

金布塔斯在晚年时愈发强调从原本的信奉地母神的社会到崇拜宙斯、特尤斯的父系社会这一转化的暴力、非和平的性质，以至于被认为是女权主义考古学的表现。很多接受印欧人迁徙假说的学者认为文化的变迁是比金布塔斯所提出的景象所平缓、和谐得多的，基本可以肯定不是突兀的、单一的军事行动的结果，而是历经多代的、向诸多无关联的部落和文化的扩张。究竟原始居民的文化有多少被和平地吸收，有多少通过暴力被毁灭，在坟塚假说的支持者中仍然是有争议的话题。
詹姆斯·马洛里，在接受和承认坟塚假说为近标准的印欧起源理论的同时，也在1989年写道承认对金布塔斯激进的“入侵论”的有理质疑的必要性：
|  | 面对如此简洁的与坟塚假说有关的论点（指金布塔斯的观点）时，我们很倾向于全盘接受。但是反对意见是存在的，总的来说它们认为：一、几乎所有支持文化更迭的‘入侵论’的论据可以用与坟塚假说无关的方法做出更佳的解释；二、目前所提出的观点大部分要么是与其他证据完全矛盾，要么是对东欧、中欧和北欧文化史的赤裸裸的曲解的结果。 |

## 内文引注
1. ↑  Mallory (1989:185頁). "The Kurgan solution is attractive and has been accepted by many archaeologists and linguists, in part or total. It is the solution one encounters in the Encyclopaedia Britannica and the Grand Dictionnaire Encyclopédique Larousse."

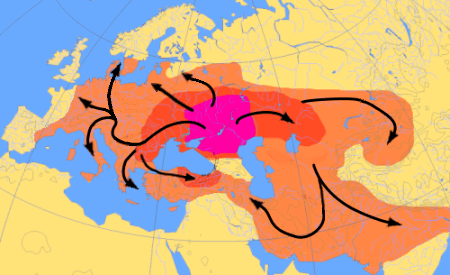
图为坟塚假说中，印欧人在公元前约4000年至1000年期间的迁移的情况。虚箭头表示的“安纳托利亚迁移”的路线可能经过高加索地区或巴尔干半岛。粉色表示的范围为假设的原住地，包括萨马拉文化及斯莱德涅斯多格文化。红色表示的是操印欧语的族群在公元前约2500年可能已定居的地区，橙色表示的是前1000年左右的情形。

2. ↑  Strazny (2000:163頁). "The single most popular proposal is the Pontic steppes (see the Kurgan hypothesis)..."
3. ↑  Gimbutas (1985) page 190.
4. 1 2  Parpola in Blench & Spriggs (1999:181頁). "The history of the Indo-European words for 'horse' shows that the Proto-Indo-European speakers had long lived in an area where the horse was native and/or domesticated (Mallory 1989，第161–63頁). The first strong archaeological evidence for the domestication of the horse comes from the Ukrainian Srednij Stog culture, which flourished c. 4200–3500 BC and is likely to represent an early phase of the Proto-Indo-European culture (Anthony 1986:295f.; Mallory 1989:162, 197–210). During the Pit Grave culture (c. 3500–2800 BC) which continued the cultures related to Srednij Stog and probably represents the late phase of the Proto-Indo-European culture – full-scale pastoral technology, including the domesticated horse, wheeled vehicles, stockbreeding and limited horticulture, spread all over the Pontic steppes, and, c. 3000 BC, in practically every direction from this centre (Anthony 1986, 1991; Mallory 1989, vol. 1).
5. ↑  Anthony & Vinogradov (1995)
6. 1 2   （页面存档备份，存于） The spread of the Indo-Europeans - Frederik Kortlandt, 1989
7. ↑   （页面存档备份，存于） The Concise Oxford Dictionary of Archaeology - Timothy Darvill, 2002, Corded Ware, p.101, Oxford University Press, ISBN 0-19-211649-5
8. ↑  Gimbutas (1970) page 156: "The name Kurgan culture (the  Barrow culture) was introduced by the author in 1956 as a broader term to replace  and Pit-Grave (Russian Yamna), names used by Soviet scholars for the culture in the eastern Ukraine and south Russia, and Corded Ware, Battle-Axe, Ochre-Grave, Single-Grave and other names given to complexes characterized by elements of 库尔干 appearance that formed in various parts of Europe"
9. ↑   （页面存档备份，存于）.   [2014-01-24]. （原始内容存档于2008-12-01）.
10. ↑   (PDF).   [2014-01-24]. （原始内容 (PDF)存档于2008-07-08）.
11. ↑  Passarino, G; Cavalleri GL; Lin AA; Cavalli-Sforza LL; Borresen-Dale AL; Underhill PA, , Eur. J. Hum. Genet., 2002, 10 (9): 521–9  [2011-11-29], PMID 12173029, doi:10.1038/sj.ejhg.5200834, （原始内容存档于2009-04-25）.
12. ↑  Dupuy, B. et al. 2006. Geographical heterogeneity of Y-chromosomal lineages in Norway. Forensic Science International. 164: 10-19.
13. ↑   (PDF).   [2009-07-22]. （原始内容 (PDF)存档于2003-11-25）.
14. ↑  [永久]
15. ↑  Lalueza-Fox, C.; Sampietro, M. L.; Gilbert, M. T. P.; Castri, L.; Facchini, F.; Pettener, D.; Bertranpetit, J. . Proceedings of the Royal Society B: Biological Sciences. 2004-05-07, 271 (1542): 941–947  [2020-07-13]. ISSN 0962-8452. PMC 1691686 . PMID 15255049. （原始内容存档于2021-03-05）.
16. ↑  Haak, Wolfgang; Brandt, Guido; Jong, Hylke N. de; Meyer, Christian; Ganslmeier, Robert; Heyd, Volker; Hawkesworth, Chris; Pike, Alistair W. G.; Meller, Harald. . Proceedings of the National Academy of Sciences. 2008-11-14  [2020-07-13]. ISSN 0027-8424. PMID 19015520. doi:10.1073/pnas.0807592105. （原始内容存档于2019-04-23） （英语）.
17. ↑  Gimbutas (1982:1頁)
18. ↑  Gimbutas, Dexter & Jones-Bley (1997:309頁)
19. ↑  Mallory (1991:185頁)

## 全文参考
- Anthony, David W., , Princeton University Press, 2007  [2011-11-29], ISBN 0691058873, （原始内容存档于2020-09-29）
- Anthony, David; Vinogradov, Nikolai, , Archaeology 48 (2), 1995, 48 (2): 36–41.
- Blench, Roger; Spriggs, Matthew (编), , III: Artefacts, languages and texts, London: Routledge, 1999.
- Dexter, Miriam Robbins; Jones-Bley, Karlene (编), , Washington, DC: Institute for the Study of Man, 1997, ISBN 0-941694-56-9.
- Gimbuta, Marija (1956). The Prehistory of Eastern Europe, Part 1.
- Gimbutas, Marija, , Cardona, George; Hoenigswald, Henry M.; Senn, Alfred  (编), , Philadelphia: University of Pennsylvania Press: 155–197, 1970, ISBN 0-8122-7574-8.
- Gimbutas, Marija, , Polomé, Edgar C.  (编), , Ann Arbor: Karoma Publishers, 1982, ISBN 0897200411
- Gimbutas, Marija, , Journal of Indo-European Studies, Spring–Summer 1985, 13 (1&2): 185–201
- Gimbutas, Marija; Dexter, Miriam Robbins; Jones-Bley, Karlene, , Washington, D. C.: Institute for the Study of Man, 1997, ISBN 0941694569
- Gimbutas, Marija; Dexter, Miriam Robbins, , Berkeley, Los Angeles: University of California Press, 1999, ISBN 0520229150
- Krell, Kathrin (1998). "Gimbutas' Kurgans-PIE homeland hypothesis: a linguistic critique". Chapter 11 in "Archaeology and Language, II", Blench and Spriggs.
- J.P. Mallory（英语：J. P. Mallory）; D.Q. Adams（英语：Douglas Q. Adams） (编), , London: Fitzroy Dearborn, 1997, ISBN 1-884964-98-2.
- J.P. Mallory（英语：J. P. Mallory）, , London: Thames & Hudson, 1991, ISBN 0-500-27616-1.
- J.P. Mallory（英语：J. P. Mallory）, Fagan, Brian M. , 编, , New York & Oxford: Oxford University Press, 1996, ISBN 0-19-507618-4
- Schmoeckel, Reinhard, , Bergisch-Gladbach (Germany): Bastei Lübbe, 1999, ISBN 3404641620
- Strazny, Philipp (Ed).,  1, Routledge, 2000, ISBN 978-1-57958-218-0
- Zanotti, D. G., , Journal of Indo-European Studies 10, 1982, 10: 223–234.